# Medalla de la NASA al Servicio Público Distinguido
La Medalla de la NASA al Servicio Público Distinguido es un premio similar a la Medalla de la NASA al Servicio Distinguido, pero otorgada a personal no gubernamental. Es el mayor honor de los premios de la NASA a alguien que no es un empleado gubernamental cuando llevó a cabo su servicio.

## Lista de premiados

### 1967
- Dr. Charles Stark Draper[1]

### 1969
- Harry H. Hess
- T.J. O'Malley
- Frederick Seitz[2]

- Charles H. Townes

### 1971
- Joseph G. Gavin
- George E. Stoner

### 1972
- Riccardo Giacconi
- Brian O'Brien
- Gerald J. Wasserburg

### 1973
- Paul B. Blasingame
- Joseph F. Clayton
- Leo Goldberg
- Clinton H. Grace
- Robert E. Greer
- George W. Jeffs
- Thomas J. Kelly
- H. Douglas Lowrey
- Joseph P. McNamara
- Richard H. Nelson
- Frank Press
- Theodore D. Smith

### 1974
- Ben G. Bromberg
- Jack M. Campbell
- Edwin G. A zar necio
- Harry Dornbrand
- Jesse L. Greenstein
- Bruce C. Murray
- T.J. O'Malley
- William G. Purdy

Dairo martinez

### 1975
- Grant L. Hansen
- Willis M. Hawkins
- Richard B. Kershner

### 1976
- Edward W. Bonnett
- Antonio Ferri
- Theodore D. Smith
- Lyman Spitzer[3]

### 1977
- Laurence J. Adams
- Franklin W. Kolk
- Walter O. Lowrie
- Thomas G. Pownall
- Carl Sagan
- Francis B. Sayre
- Ronald Smelt
- Kurt Waldheim

### 1978
- Edward O. Buckbee[4]
- Gerald J. Wasserburg

### 1982
- Harrison H. Schmitt[5]

### 1983
- Eugene H. Levy

### 1988
- Robert Heinlein[6]

### 1991
- Rodger Doxsey
- Harlan James Smith[7]
- Bert R. Bulkin

### 1992
- John Bahcall[8]

### 1993
- Riccardo Giacconi[9]

### 1995
- Dr. Robert L. Golden[10][11]

- Bill G Aldridge

### 1997
- Norman Ralph Augustine

### 2000
- James (Jim) F. Berry[12][13]

### 2003
- Roger J. Bressenden
- Hugh (Hamp) Wilson[14]
- Roger Chrostowski
- Barry Greenberg[15]

### 2004
- Neil deGrasse Tyson
- Edward C. “Pete” Aldridge[16]
- Maria T. Zuber[17]
- Dr. Laurie Leshin[18][19]

### 2005
- William Sample[20][21]
- Richard Covey[22]
- Dr. Douglas Stanley[23]

### 2007
- Jim Banke[24]
- David F. Dinges[25][26]
- Paul Lightsey[27]
- Lynda Weatherman[24]

### 2009
- Dr. Carlos T. Mata[28][29]
- Brian Rishikof[30]
- Lester M. Cohen[31]

### 2010
- Dennis E. Botts[32]
- Jack Trombka[33]
- Benjamin M. Herman[34]

### Sin datos
- William H. Webster[35]
- Berrien Moore III[36]
- Lori Garver[37]